# Elia (otok)
Elia (por. Ilha de Elia) je otok u Gvineji Bisau. Nalazi se na desnoj obali rijeke Cacheu blizu njenog ušća u Atlantski ocean. Zapadni kraj otoka nalazi se istočno od ušća u rijeku Elia s Ongueringao na drugoj obali. Najveća visina mu je 5 m, a duljina 10,5 km.

## Vanjske poveznice
- Pad zrakoplova u blizini otoka